# 元瑾
元瑾（？—547年9月27日），河南郡洛阳县（今河南省洛阳市东）人，魏太武帝拓跋焘玄孙，侍中、吏部尚书、司徒公、雍州刺史、广阳忠武王元渊之子，北魏宗室、官员。

## 生平
元瑾在东魏官至尚书祠部郎中。武定五年八月，魏孝静帝元善见不堪忍受忧痛耻辱，吟咏谢灵运的诗说：“韩亡子房奋，秦帝鲁连耻，本自江海人，志义动君子。”常侍、侍讲荀济知道魏孝静帝的意思，于是与元瑾、长秋卿刘思逸、华山王元大器、淮南王元宣洪及济北王元徽等人谋划诛杀高澄。魏孝静帝假装下诏书询问荀济说：“您打算什么时候讲课？”于是假装在宫中修建土山，向着北城挖掘地道，挖到千秋门时，守门人发觉地下响声，向高澄报告。高澄指挥军队进宫，三天后，魏孝静帝被幽禁在含章堂。八月壬辰（547年9月27日），元瑾与荀济等人在市场被烹杀。元瑾全家都被处以死刑。

## 家庭

### 祖父母
- 元嘉，北魏太保、尚书令、司徒公、冀州刺史、广阳懿烈王[10]
- 河南穆氏，北魏宜都王穆寿孙女，司空穆亮堂妹[10]

### 父母
- 元渊，北魏侍中、吏部尚书、司徒公、雍州刺史、广阳忠武王[10]
- 琅邪王氏，北魏尚书令、司空、宣简公王肃之女[10]

### 兄弟姐妹
- 元佛陀，广阳王世子
- 元湛，东魏侍中、骠骑将军、太尉、广阳文献王
- 元沙弥，嫁东魏骠骑大将军、仪同三司、济州刺史、阳周武昭公高永乐
- 元氏，嫁北齐侍中、骠骑大将军、太子太师、西阳文明王徐之才，后为和士开奸淫